# Ctenisodes lacustris
Ctenisodes lacustris är en skalbaggsart som först beskrevs av Thomas Casey 1897.  Ctenisodes lacustris ingår i släktet Ctenisodes och familjen kortvingar. Inga underarter finns listade i Catalogue of Life.